# Ковалевська Ірина Анатоліївна
Ковалевська Ірина Анатоліївна (нар. 12.01.1968, м. Дніпро) — український вчений, доктор технічних наук, професор. Співзасновник вітчизняної Школи підземної розробки.
Спеціаліст в області анкерного й комбінованого кріплень.

## Біографія
Закінчила Дніпропетровський державний університет, механіко-математичний факультет у 1990 році.
У 1990—1993 рр. навчалася в аспірантурі в Інституті геотехнічної механіки НАН України. У 1995 р. захистила кандидатську дисертацію «Взаємодія анкерного й комбінованого кріплень із породним масивом і розробка методу розрахунку їхніх раціональних параметрів».
У 2000—2003 рр. — докторантура у Національному гірничому університеті. У 2004 році захистила докторську дисертацію "Геомеханіка управління стійкістю просторової системи «масив-зміцненні породи — кріплення підземних виробок»
З 2005 р. — професор кафедри підземної розробки родовищ Національного гірничого університету (м. Дніпро).

## Основні наукові праці
- монографія «Бурошнековая выемка подработанных угольных пластов» (1998),
- монографія «Розрахунок параметрів тампонажу закріпного простору гірничих виробок» (1998),
- монографія «Розрахунок параметрів багатопластового кріплення гірничих виробок зі змінною товщиною пластів» (1999),
- монографія «Теорія застосування анкерного кріплення» (2001),
- монографія «Охорона підготовчих виробітків при бурошнековой виїмці вугільних шарів» (2001),
- монографія «Геомеханіка взаємодії системи „гірський масив — зміцнені породи — кріплення гірничих виробок“» (2003),
- монографія «Теорія й практика застосування трубчастого анкерного кріплення» (2005),
- монографія «Історія кафедри підземної розробки родовищ (1900—2005)» (2005, у співавторстві),
- монографія «Комп'ютерне моделювання напружено-деформованного стану порід навколо пластової виробки» (2007, співавтор).

## Нагороди
- Державна премія України в галузі науки і техніки 2011 року — за роботу «Сучасні технології комплексної розробки вугільних родовищ України в гірничо-геологічних умовах відпрацювання тонких та надтонких пластів» (у складі колективу)[2]